# الولع بالاختناق
الولع بالاختناق (بالإنجليزية: Erotic asphyxiation)‏ يشير إلى عملية إيقاف تزويد الدماغ بالأكسجين للحصول على اللذة الجنسية. يصنف الولع بالاختناق على أنه أحد أنواع الشذوذ الجنسي في الدليل التشخيصي والإحصائي للاضطرابات النفسية الصادر عن الاتحاد الأمريكي للأطباء النفسيين.
الولع بالاختناق يتم عن طريق تحديد متعمد للأكسجين إلى الدماغ بسبب الشهوة الجنسية. ويطلق عليه أيضا حب الاختناق asphyxiophilia والاختناق الجنسي الذاتي autoerotic، hypoxyphilia، أو لعبة السيطرة التنفسية. ويصنف هذا الاهتمام المثير في الاختناق كشذوذ جنسي.

## آلية الولع بالاختناق
الشرايين السباتية (على جانبي العنق) تحمل الدم الغني بالأكسجين من القلب إلى الدماغ، وعندما يتم ضغط هذه الشرايين كما هو الحال في الخنق أو الشنق، فإن الفقدان المفاجئ للأكسجين إلى الدماغ وتراكم غاز ثاني أكسيد الكربون يمكن أن يزيد مشاعر زيادة الدوخة، والسرور، والتي سوف تزيد من الأحاسيس الاستمنائية. وقد وصف حرمان الدماغ من الأكسجين الحث عليه، أنه ينتج حالة شبيهة بالهلوسة المختلطة مع النشوة، ويقال إنه لا يقل قوة من الكوكايين، ويسبب الإدمان الشديد.
وفيما يتعلق بحالات الهلوسة الناجمة عن نقص الأكسجة المزمن، لوحظ أنها قد تكون مشابهة للهلوسة التي يعاني منها المتسلقين في الأعالي. ولكنها ليست فقط من نقص الأكسجين حيث تشير الدراسات أن الشذوذ في النواقل العصبية تشمل واحد أو أكثر من النواقل وهي الدوبامين، 5 هيدروكسي تريبامين، وβ-إندورفين قد وجدت في جميع الشروط المرتبطة بالهلوسة.

## تاريخ
تاريخيا، كانت ممارسة الخنق الجنسي الذاتي موثقة منذ وقت مبكر في بداية القرن السابع عشر. وقد استخدمت لأول مرة لعلاج ضعف الانتصاب. فكرة هذا جاء على الأرجح من الأشخاص الذين اعدموا شنقا. ولاحظ المراقبون في الشنق العلني الضحايا الذكور وأن الضحايا قد حدث لديهم الانتصاب، الذي يبقى بعد الموت، وأحيانا يتم القذف بعد الإعدام. مع ملاحظة أنه يحدث القذف في إعدام الضحايا بعد الوفاة بسبب استرخاء العضلات المنتشر، وهذا هو آلية مختلفة عن تلك التي يسعى إليها ممارسوا الاختناق الجنسي الذاتي.

## الأساليب
وتستخدم أساليب مختلفة لتحقيق المستوى اللازم من نضوب الأكسجين، مثل الشنق والخنق بكيس من البلاستيك على الرأس، والخنق الذاتي مع ربط أو الغاز أو المذيبات المتطايرة، ضغط في الصدر، أو مزيج من هذه. في بعض الأحيان، يتم استخدام أجهزة معقدة لإنتاج الآثار المرجوة. والممارسة يمكن أن تكون خطيرة حتى لو أجريت مع الرعاية، وأسفر عن عدد كبير من الوفيات الناجمة عن الحوادث.

## مخاطر
تحدث في كثير من الأحيان حالات وفيات نتيجة فقد الوعي بسبب الاختناق الجزئي الذي يؤدي إلى فقدان السيطرة على وسائل الخنق، مما يؤدي إلى استمرار الاختناق والموت. وفي حين يتم تضمينها في كثير من الأحيان مع ممارسة الجنس مع شريك، يتمتع البعض الآخر بهذا السلوك في حد ذاته، مما يجعله أكثر صعوبة للخروج من أوضاع خطيرة. فقد وجدت في بعض حالات الوفاة، أجساد يتم اكتشافها عارية، أو مع الأعضاء التناسلية، مع مجلات خلاعية، مع قضبان اصطناعية أو جنسية ولعب أطفال آخرين، أو مع وجود أدلة إرجاز قبل الوفاة.